# Pača

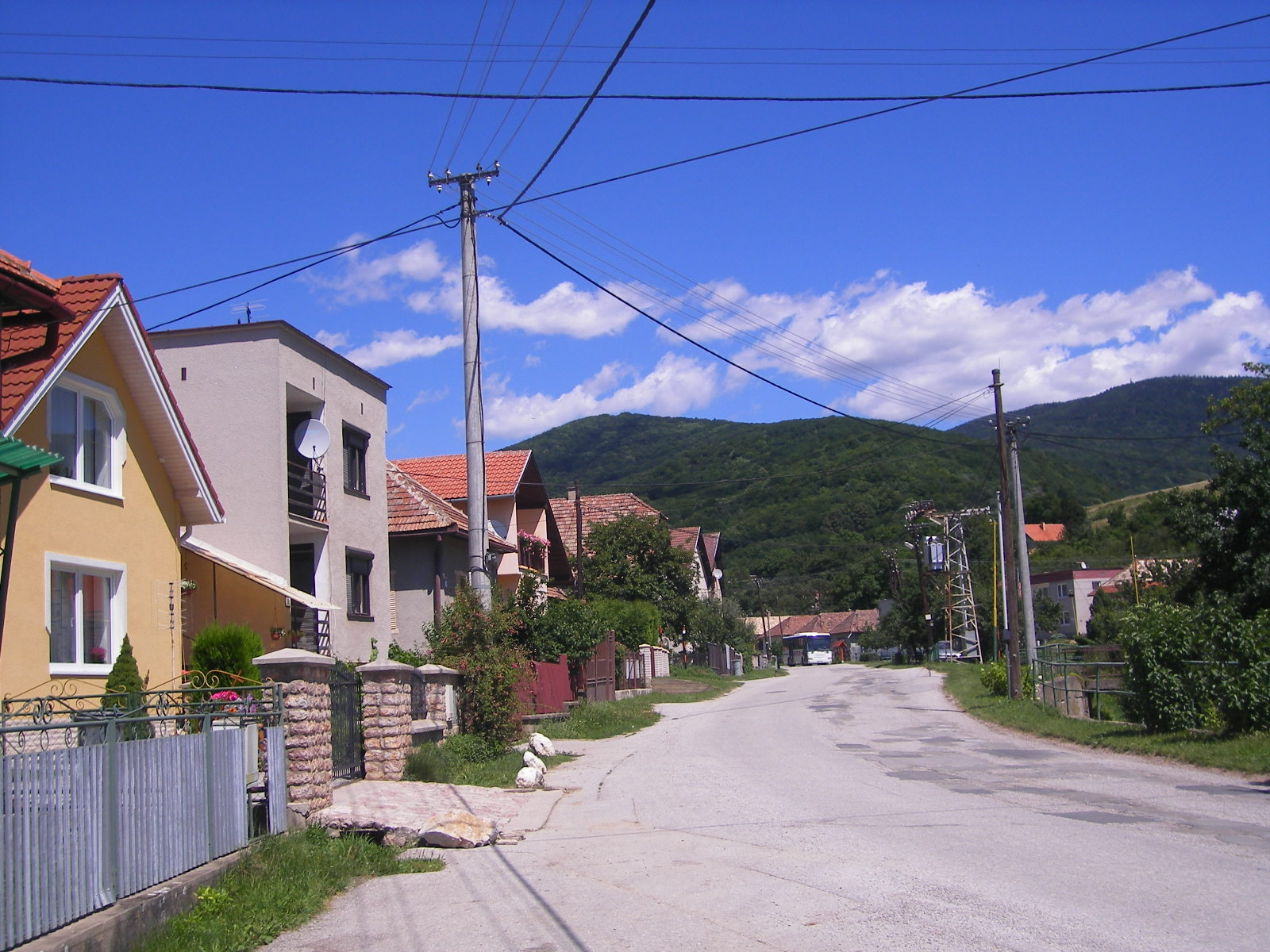
Widok na ulicę

Pača (węg. Andrási) – wieś w powiecie Rożniawa, w kraju koszyckim, na Słowacji. Liczy 635 mieszkańców (2011).

## Położenie
Pača leży w dolinie Krasnohorskiego Potoku (słow. Krásnohorský potok, też Pačianský potok), w południowej części Gór Wołowskich, ok. 6 km na północny wschód od Rożniawy. Zabudowania wsi rozciągają się na wys. 410–460 m n.p.m. Należy do historycznej krainy Gemer. Komunikacja autobusowa z Rożniawą przez Krásnohorské Podhradie.

## Historia
Pierwsza pisemna wzmianka o wsi pochodzi z 1338 r. Jako pierwsi pojawili się tu wędrowni pasterze pochodzenia rusińskiego, którzy na teren Gemeru przeniknęli przez grzbiety Gór Wołowskich ze Spisza w pierwszej połowie XIV w. Byli oni koczownikami, zajmującymi się hodowlą owiec i kóz. Z czasem przez właścicieli feudalnego „państwa” krasnohorskiego (z siedzibą na zamku Krásna Hôrka) zostali zmuszeni do osiedlenia się na stałe i wraz z miejscowymi (słowackimi) pasterzami z rodu Paka założyli Pačą osadę (stąd Pača) nad Pačy Potokiem. Ludność rusińska dominowała we wsi do połowy XVIII w.
Według tradycji już w 1810 r. była we wsi ludowa szkoła. Państwową szkołę wybudowano w 1903 r., a jej fundatorem (wraz z parcelą) był hrabia Dionizy Andrássy z Krásnej Hôrki. Zabudowania wsi – pierwotnie drewniane, kryte słomianymi strzechami – niszczyły pożary w 1906 i 1913 r. Dopiero po tych klęskach zaczęto wznosić domy z kamienia i gliny, kryte początkowo gontem, później dachówką ceramiczną.
W ciągu XIX w. znaczna część ludności znalazła zajęcie w okolicznych kopalniach i hutach żelaza. Obecnie mieszkańcy utrzymują się z pracy w leśnictwie oraz w przemyśle, handlu i usługach w Rożniawie.